# قائمة حروب تركيا
خاضت تركيا العديد من الحروب والمعارك منذ إعلان الجمهورية في عام 1923، الأمر الذي جعل القوات المسلحة التركية منذ تأسيسها تمثل أحد أقوى الجيوش.

## الحروب
| الصراع                                                               | تركيا وحلفائها | الخصوم | النتيجة | خسائر تركيا          | خسائر تركيا          |
| الصراع                                                               | تركيا وحلفائها | الخصوم | النتيجة | العسكريين            | المدنيين             |
| -------------------------------------------------------------------- | --- | --- | --- | -------------------- | -------------------- |
| حرب الاستقلال التركية (1919–1923)                                    | حكومة أنقرة | اليونان · فرنسا · أرمينيا · المملكة المتحدة · حكومة إسطنبول · إيطاليا · جورجيا                            | انتصار - معاهدة لوزان - تأسيس جمهورية تركيا | ~41,000              | غير معروف            |
| ثورة الشيخ سعيد (1925)                                               | تركيا | قبائل الزازا السنية                                                                                       | انتصار - قمع التمرد | غير معروف            | 15,000– 250,000      |
| تمرد أرارات (1927–1930)                                              | تركيا | جمهورية أرارات                                                                                            | انتصار - حل جمهورية أرارات | غير معروف            | 4,500– 47,000        |
| تمرد درسيم (1937–1938)                                               | تركيا | قبائل درسيم                                                                                               | انتصار - قمع التمرد | 110                  | غير معروف            |
| الحرب الكورية (1950–1953)                                            | كوريا الجنوبية · قيادة الأمم المتحدة - الولايات المتحدة - المملكة المتحدة - كندا - تركيا - أستراليا - إثيوبيا - الفلبين - نيوزيلندا - تايلاند - اليونان - فرنسا · كولومبيا - بلجيكا - جنوب أفريقيا - هولندا - لوكسمبورغ | كوريا الشمالية · الصين · الاتحاد السوفيتي                                                                 | مأزق - اتفاقية الهدنة الكورية | 904                  | لا شيء               |
| أزمة قبرص 1963–1964 (1963–1964) (التدخل في معركة تيليريا)            | تركيا · منظمة المقاومة التركية | قبرص | وقف اطلاق النار (معركة تيليريا) - الهجوم البري للحرس الوطني القبرصي اليوناني على المواقع القبرصية التركية أوقف بدعم الغارات الجوية التركية - وقف إطلاق النار بعد قرار مجلس الأمن الدولي - القبارصة الأتراك يحافظون على رأس جسر ولكن خفض بشكل كبير وخطوط الإمداد المحاصرة | 1                    | لا شيء               |
| الغزو التركي لقبرص (1974)                                            | تركيا · منظمة المقاومة التركية | قبرص اليونان                                                                                              | انتصار - احتلال تركيا لـ 36.2% من قبرص | 498                  | لا شيء               |
| العنف السياسي في تركيا (1976–1980)                                   | الذئاب الرمادية | الحزب الشيوعي التركي · جيش التحرير الشعبي التركي · ديفريمسي يول                                           | انقلاب 1980 في تركيا - توقف العنف فجأة | 5,388 (كلا الجانبين) | 5,388 (كلا الجانبين) |
| الصراع التركي الكردي (1978–)                                         | تركيا | اتحاد مجتمعات كردستان · التيار الوطني الثوري الشبابي · الحركة الشعبية المتحدة الثورية · صقور حرية كردستان | مستمرة - هدنة 2012-2014, تجدد الصراع في 2015 | 8,266                | ~30,000              |
| الحرب الأهلية الصومالية (1992–1995)                                  | فرقة العمل الموحدة - أستراليا - بلجيكا - بوتسوانا - كندا - إثيوبيا - فرنسا - اليونان - الهند - إيطاليا - ماليزيا - نيوزيلندا - باكستان - السعودية - إسبانيا - تركيا - المملكة المتحدة - الولايات المتحدة | المؤتمر الصومالي الموحد                                                                                   | انتصار - تعتبر العملية بمثابة نجاح | لا شيء               | لا شيء               |
| حرب البوسنة والهرسك (1995) (المشاركة في الناتو عملية القوة المتعمدة) | الناتو - بلجيكا - كندا - الدنمارك - فرنسا - ألمانيا - إيطاليا - لوكسمبورغ - هولندا - النرويج - البرتغال - إسبانيا - تركيا - المملكة المتحدة - الولايات المتحدة | جمهورية صرب البوسنة                                                                                       | انتصار الناتو - اتفاقية دايتون, نشر (قوة التنفيذ) بقيادة الناتو | لا شيء               | لا شيء               |
| الحرب الأهلية في كردستان العراق (1997)                               | تركيا · الحزب الديمقراطي الكردستاني | الاتحاد الوطني الكردستاني · حزب العمال الكردستاني                                                         | وقف إطلاق النار - معاهدة السلام بين الحزب الديمقراطي الكردستاني والاتحاد الوطني الكردستاني | 145                  | لا شيء               |
| حرب كوسوفو (1998–1999) (المشاركة في الناتو قصف الناتو ليوغوسلافيا)   | جيش تحرير كوسوفو · الناتو - بلجيكا - كندا - الدنمارك - فرنسا - ألمانيا - إيطاليا - لوكسمبورغ - هولندا - النرويج - البرتغال - إسبانيا - تركيا - المملكة المتحدة - الولايات المتحدة | صربيا والجبل الأسود                                                                                       | انتصار الناتو - اتفاق كومانوفو | لا شيء               | لا شيء               |
| الحرب في أفغانستان (2001–2021)                                       | أفغانستان · إيساف - الولايات المتحدة - المملكة المتحدة - أستراليا - كندا - ألمانيا - فرنسا - إيطاليا - التشيك - هولندا - تركيا - رومانيا - جورجيا - كوريا الجنوبية - بولندا - الدنمارك - السويد - النرويج - فنلندا - سنغافورة - نيوزيلندا - منغوليا - بلغاريا - المجر - بلجيكا - إستونيا - لاتفيا - ليتوانيا - البرتغال - ألبانيا - سلوفينيا | طالبان | انتصار طالبان | 15                   | لا شيء               |
| الحرب الأهلية الليبية (2011) (مساعدة التدخل العسكري في ليبيا)        | المجلس الوطني الانتقالي · قطر · الناتو - الائتلاف - الولايات المتحدة - المملكة المتحدة - فرنسا - بلجيكا - بلغاريا - كندا - الدنمارك - اليونان - إيطاليا - هولندا - النرويج - رومانيا - إسبانيا - تركيا - السويد - الأردن - الإمارات | ليبيا | انتصار الناتو - ساعدت تركيا في فرض الحصار البحري ومنطقة حظر الطيران - المجلس الوطني الانتقالي يتولى السيطرة المؤقتة على ليبيا | لا شيء               | لا شيء               |
| التدخل بقيادة الولايات المتحدة في العراق (2015–)                     | العراق · كردستان العراق قوة المهام المشتركة – عملية العزم الصلب - الولايات المتحدة - أستراليا - بلجيكا - كندا - الدنمارك - فرنسا - ألمانيا - الأردن - المغرب - هولندا - المملكة المتحدة - تركيا | داعش | انتصار - التدخل التركي في يوليو 2015 | لا شيء               | انظر أدناه           |
| عملية درع الفرات (2016–2017)                                         | تركيا · المعارضة السورية | داعش قوات سوريا الديمقراطية                                                                               | انتصار - إنشاء منطقة عازلة على الحدود التركية السورية | 71                   | انظر أدناه           |
| عملية غصن الزيتون (2018)                                             | تركيا · المعارضة السورية | قوات سوريا الديمقراطية · النظام السوري                                                                    | انتصار - سيطرة تركيا على عفرين | 60                   | 7-9                  |
| عملية نبع السلام (2019)                                              | تركيا · المعارضة السورية | قوات سوريا الديمقراطية النظام السوري                                                                      | انتصار | 16                   | 22                   |